# ادوارد اورت
ادوارد اورت (به انگلیسی: Edward Everett) سناتور سابق عضو حزب ویگ بود. وی در سال ۱۸۵۳ تا ۱۸۵۴ میلادی سناتور ایالت ماساچوست در سنای ایالات متحده آمریکا بود.